# Psy (chanteur)
Pour les articles homonymes, voir Psy et Park.
Park Jae-sang (en coréen : 박재상), dit Psy (en coréen : 싸이 [s͈ai] ; la prononciation est proche de /saɪ/), typographié PSY, né le 31 décembre 1977 à Gangnam (Séoul), est un rappeur, auteur-compositeur et danseur sud-coréen. En 2012, il devient mondialement célèbre grâce au succès de sa chanson Gangnam Style.

## Biographie
Park Jae Sang est né le 31 décembre 1977 dans l'arrondissement de Gangnam à Séoul. Connu pour sa carrière de chanteur, il est également populaire pour son sens de l'humour et ses concerts durant lesquels il imite des chanteuses telles que Park Ji-yoon et Lee Hyori. Psy est apparu dans de nombreux programmes télévisés dont The Ellen DeGeneres Show, Extra, Good Sunday: X-Man, The Golden Fishery, The Today Show, Saturday Night Live, Sunrise, et The X-Factor en version australienne,,.
Il étudie aux États-Unis, aux universités de Boston et Berklee College of Music. Il rejoint YG Entertainment en 2010.
En 2012, il sort la chanson Gangnam Style qui devient un succès international sur le net, et fait beaucoup parler dans les médias. Avec son clip, il caricature le quartier le plus huppé de Séoul, Gangnam-gu. Le 23 octobre 2012, elle est la première chanson la plus écoutée du moment sur Deezer. Depuis sa mise en ligne sur YouTube le 15 juillet 2012, le clip vidéo a passé la barre du milliard de vues le 21 décembre 2012, sans compter les autres sites de vidéos qui diffusent également le clip. Celui-ci a atteint la première place dans le top 100 YouTube (pour les semaines du 28 août et du 4 septembre 2012) mais s'est fait dépasser en 2017 par Despacito de Luis Fonsi et Daddy Yankee et 5 autres chansons depuis. Au total, le nombre de visionnages tous supports et vidéos confondus sur le net du clip de la chanson a déjà dépassé la barre du milliard de vues en seulement quatre mois. Ce qui en fait, le 24 novembre 2012, la première vidéo du web la plus regardée de tous les temps et le plus grand phénomène musical mondial après l'album Thriller de Michael Jackson. Il signe avec l'agent Scooter Braun en septembre 2012.
Le 14 octobre 2012, il agite le drapeau à damier devant Sebastian Vettel lors du Grand Prix de Corée du Sud. Le 23 octobre de la même année, il enseigne la danse de Gangnam Style à Ban Ki-moon au siège de l'ONU. Le 5 novembre suivant, Sébastien Cauet en collaboration avec NRJ organise un flash mob aux jardins du Trocadéro à Paris, Psy est l’invité et interprète Gangnam Style devant plus de 20 000 personnes,.
Le 19 novembre 2012, aux American Music Awards 2012, il interprète une nouvelle version de sa chanson avec MC Hammer, un mashup des chansons Gangnam Style et 2 Legit 2 Quit. Cinq jours plus tard, son clip Gangnam Style devient la vidéo la plus vue sur YouTube, dépassant ce jour-là les 803 761 928 visionnages depuis le début. Le 21 décembre de la même année, il est le premier à dépasser le milliard de vues sur YouTube pour un seul clip,. Psy chante Gangnam Style lors de la cérémonie d'investiture de la nouvelle présidente de Corée du Sud, Park Geun-hye. Le 12 avril suivant, il dévoile son nouveau tube, Gentleman, qui suit directement Gangnam Style. Le clip officiel sort le lendemain à la suite d’un concert appelé Happening au stade de la Coupe du monde de Séoul avec 50 000 spectateurs. Le clip musical est vu plusieurs millions de fois en quelques heures. Le concert a en outre été diffusé en direct sur YouTube,. Le 31 mai 2014, le clip officiel de Gangnam Style devient la première vidéo ayant plus de deux milliards de vues sur YouTube. Le 8 juin 2014, son nouveau single en collaboration avec Snoop Dogg, Hangover, sort sur YouTube.
Il apparaît également dans Opération Casse-noisette à la fin du film,.
Le 4 décembre 2014, YouTube annonce que le nombre de vues de sa vidéo Gangnam Style a dépassé la représentation d'un entier signé sur 32 bits, soit 2 147 483 647 vues, ce qui les a obligé à passer ce nombre sur un entier de 64 bits (permettant 9 trillions de consultations),. En janvier 2017, le compteur de visualisation de YouTube affiche plus de 2 749 000 000 de vues pour ce clip. En juillet 2017, sa vidéo est dépassée par See You Again de Wiz Khalifa et Charlie Puth, et Despacito de Luis Fonsi et Daddy Yankee, perdant son statut de vidéo la plus visionnée depuis 2012,. Le clip dépasse, en novembre 2017, les 3 milliards de vues sur YouTube, et en mi-juillet 2021, les 4 milliards de vues.
Il possède une fortune évaluée à environ 60 millions de dollars en 2018. Le 15 mai 2018, il quitte YG Entertainment après huit ans avec ce label. Il crée en 2019 sa propre agence, P-Nation, qui accueille à présent Jessi, HyunA, Dawn (en) (anciennement E-Dawn), Crush et Heize.
Le 15 octobre 2023, il clôt le concert MCountdown in France à Paris La Défense Arena devant 22 000 personnes.

## Discographie

### Albums studio
- 2001 : Psy from the Psycho World!
- 2002 : Sa 2/Adult only
- 2002 : 3 Mi
- 2006 : Sa Jib (Sa House)
- 2010 : PSY Five
- 2012 : PSY 6 (Six Rules)
- 2015 : 7th Album Cider
- 2017 : 4×2=8
- 2022 : PSY 9th

## Distinctions
| Année | Récompenses |
| ----- | --- |
| 2002  | - SBS Music Awards: Best Hip-hop Award |
| 2004  | - Seoul Music Awards: Best Lyricist Award - SBS Music Awards: Songwriter Of The Year |
| 2005  | - M.net KM Music Video Festival Awards: Performance Video Award |
| 2006  | - M.net KM Music Video Festival Awards: Best Music Video Award - SBS Music Awards: Bonsang Award |
| 2009  | - Military Music Concert: Army Chief Of Staff Commendation |
| 2010  | - Seoul Music Awards: Performance Culture Award - Mnet Asian Music Awards: Producer Award - Melon Music Awards: Performance Cultural Award                                                                            |
| 2011  | - Seoul Music Awards: Best Album Award pour PSY Five - Encouragement Train 50th Anniv. Festival: Defense Agency for Public Information Services Award - Korea Music Copyright Awards (KOMCA): Singer-songwriter award |
| 2012  | - MTV EMA pour le meilleur clip de l'année |
| 2013  | - NRJ Music Awards : - Award d'honneur - Clip de l’année pour Gangnam Style - Chanson internationale de l’année pour Gangnam Style - Nomination comme révélation internationale de l'année                            |